# Volksschule Ludesch
Die Volksschule Ludesch ist eine Volksschule in Ludesch.

## Pädagogische Arbeit, Ausstattung und Angebote
Die Volksschule Ludesch hat 9 Klassen(Stand 2023/24).
Im Jahr 2016 wurde die Schule mit dem Österreichischen Schulpreis in der Kategorie Innovative Lernsettings mit dem 2. Platz ausgezeichnet.